# Hunyady György
Hunyady György (Budapest, 1942. augusztus 13. –) magyar szociálpszichológus, professor emeritus,  a Magyar Tudományos Akadémia rendes tagja. Úttörő szerepet játszott a szociálpszichológia meghonosításában, a szociális megismerés és a közgondolkodás történeti alakulásának módszeres kutatásában, a pszichológusképzés alakításában. Az ELTE dékánja (1990-1992-ben a Bölcsészettudományi Karon, 2003-2007-ben a Pedagógiai és Pszichológiai Karon.

## Életpályája
1960-ban érettségizett a budapesti II. Rákóczi Ferenc Gimnáziumban. Országos történelem tanulmányi verseny nyerteseként vették fel az ELTE Bölcsészettudományi Karára, ahol 1965-ben kitüntetéssel végzett mint pszichológus és történelem szakos tanár. Egyetemi doktorátust 1968-ban történelemből szerzett. 1973-ban lett a pszichológiai tudományok kandidátusa, 1987-ben akadémiai doktor, 2001-ben választották az MTA levelező, 2007-ben az MTA rendes tagjává. 
Első munkahelye az MTA Pszichológiai Intézete volt, az ekkor alakult szociálpszichológiai csoport. 1972-ben hozta létre az alkalmazott szociálpszichológiai osztályt az MRT Tömegkommunikációs Kutatóközpontjában, amelynek tudományos igazgatóhelyettese volt. 1977-ben egyetemi docensként kezdte meg munkáját az ELTE-n és mellette a debreceni Kossuth Lajos Tudományegyetemen, mindkét képzőintézményben ő kezdte és szervezte meg pszichológia szakon a szociálpszichológia rendszeres oktatását. Utóbb tanszékvezető lett, Debrecenben a Pszichológiai Intézet megalakításáig, Budapesten 1984-től 2007-ig vezette a Társadalom- és Neveléspszichológiai Tanszéket, 1993 és 2007 között a pszichológia tanszékcsoportját, majd intézetét. 1988-ban nevezték ki egyetemi tanárnak, 2012-től professzor emeritus.
A felsőoktatásban végbemenő rendszerváltásban aktív szerepe volt. Reformbizottsági elnökből lett az ELTE Bölcsészettudományi Karának dékánja 1990 és 1992 viharos időszakában, amikor merész kísérletek indultak a felsőoktatás rendszerének átalakítására. Ekkor lett az első felzárkóztatási program, a TEMPUS magyar felügyelőbizottságának tagja, utóbb 1994 és 1999 között a bölcsész képesítési követelmények országos kidolgozó bizottságának elnöke. Egyik kezdeményezője volt a tanárképzés egységes követelményeit bevezető 111/1997 évi kormányrendeletnek. A Közoktatási Modernizációs Közalapítvány kuratóriumi elnöki posztját 
1997-98-ban töltötte be. Nevéhez kötődik a főiskolai és egyetemi tanárképzés egységesítését megcélzó „ELTE- modell” kidolgozása, és alapító dékánja lett az ELTE Pedagógiai és Pszichológiai Karának 20030 és 2007 között. Vezetésével alakult meg a pszichológia első doktori iskolája az ELTE-n, az egyetemi doktori tanácsban folytonosan – elnökhelyettesként is – közreműködött. Szakterülete képviseletében tagja volt a Magyar Akkreditációs Bizottságnak, 2007 és 2010 között választott tagja lett az elnökségnek. 
A Magyar Tudományos Akadémia testületi életében a 70-es évek végétől felelősen részt vett. Előbb a Pszichológiai Bizottság titkára, majd alelnöke volt, a szakmai testület elnöki posztját 1990 és 2001 között töltötte be. Különböző időszakokban részt vállalt az MTA majd minden funkcionális bizottságában (a könyv- és folyóirat-bizottságtól a felügyelő testületig). 1990-től 2011-ig vezette az MTA és az ELTE közös kommunikációelméleti kutatócsoportját, és 1996 és 2003 között társadalomtudományi alelnöke is volt az MTA támogatott kutatóhelyi tanácsának. 2008-tól az MTA Filozófiai és Történettudományok osztályának alelnöke lett, majd 2011-től két ciklusban a II. Osztály elnökének választották. A kutatóintézeti hálózat utolsó átfogó akadémiai értékelésekor a társadalomtudományi terület minősítését ő vezette.

## Munkássága
Első könyve (Tanulók történelmi alapfogalmainak vizsgálata, 1968) és első, érdeklődést kiváltó tanulmánya (A szociometriai és látens ideológiai szerkezet viszonya csoportban, 1967) is már megmutatta, hogy Hunyady György hazai és nemzetközi vonatkozásban is egyedi témája a történelmi-társadalmi nézetek jelentkezése a köztudatban, a köznapi társas kapcsolatokban, a közemberek ideológiákkal szembesülő világképében. Ennek tanulmányozása során vette birtokba a hazánkban a 60-as években jórészt még ismeretlen és kiaknázatlan szociálpszichológiai fogalmi apparátust és empirikus eszközrendszert. A nemzeti és családtörténeti tudat úttörő vizsgálataiban is a szociális attitűd fogalmát alkalmazta a 70-es években a Tömegkommunikációs Kutatóközpontban.
A szociálpszichológia meghonosítása után kutatómunkája két történeti léptékű társadalmi változáshoz kapcsolódott előbb a sztereotípiákra, utóbb a motivált értékelő attitűdökre koncentrálva.
Magyarország újabb kori története kivételes lehetőségeket kínált számára mint a nagy társadalmi változások szociálpszichológiai összetevői és leképeződése iránt érdeklődő kutatónak. A „Sztereotípiák a változó közgondolkozásban” című monográfiája (amelynek egyik angol nyelvű változata 1998-ban jelent meg a Routledge kiadó európai szakkönyvsorozatában) összegzi, hogy a rendszerváltás milyen mélyreható változásokkal járt együtt a tanulók társadalomképében. A történeti változások dimenziója megújította a szociális sztereotípia gondolatkörét. Ez volt kulcsfogalma a korszak un. kognitív szociálpszichológiájának, amelyet Hunyady György autentikusan képviselt a hazai szakirodalomban és az egyetemi oktatásban. Széleskörű nemzetközi szakmai kapcsolataiból kiemelkedik Fulbright professzori ösztöndíja a Kaliforniai Egyetem Santa Barbara-i campusán 1986-87-ben. Az 1991-ben a Budapesten megrendezett II. Európai Pszichológiai Kongresszus elnöke volt.
Kutatásainak újabb szakaszához kapcsolódik két kiadványsorozata (A szociálpszichológia klasszikusai, A szociálpszichológia második évszázada), melyekben követi és összekapcsolja a szociálpszichológia múltbeli kiemelkedő és jövőbe mutató, új irányzatait. E nemzetközi válogatásból is kiolvasható a lényeges fordulat az egyéni társas-társadalmi megismeréstől a makrostrukturális társadalmi viszonyokban megjelenő érzelmi motiváció felé. Résztanulmányok több kötete után Hunyady György „Rendszerattitűdök a változó közgondolkodásban” című monográfiája ebben a szellemben vizsgálja módszeresen a 2010-ben és az ezt követő években Magyarországon végbemenő második nagy rendszerváltó fordulat szociálpszichológiai hatótényezőit és kihatásait. 
Empirikus kutatásainak két markáns szakasza mellett tudománytörténeti és interdiszciplináris kapcsolatépítő munkát folytatott: 
Elemzően foglalkozott a szociálpszichológia akadémiai előtörténetével (Rónay Jáczint, Kornis Gyula, Mátrai László és Pataki Ferenc közéleti tevékenységével és szakmai munkásságával). 
A felsőoktatás területén vállalt intézményes szerepét több dokumentumkötet őrzi meg (A bölcsészkari reform bevezetése 1990-1992, 1992, Pedagógusképzés „a magyar bolognai rendszerben”, 2010). 
Egyik kezdeményezője volt az iskolapszichológus-hálózat hazai kiépítésének. A nevelés problematikáján túl három lépésben teljesedett ki Hunyady György életművének még a 60-as évek derekán megfogalmazott azon programja (A pszichológia és a társadalmi tudományok 1966), hogy az akkor születő magyar szociálpszichológiát a társadalomtudományok kontextusában mutassa be. Nemzetközi összehasonlításban is unikális volt a Történeti és politikai pszichológia c. összeállítás (1998). A közgazdaságtan irányába hidat vert és így a közgazdászképzésben helyet kapott az általa tervezett, szerkesztett, részben írt Gazdaságpszichológia c. első rendszeres hazai tankönyv (2003). Majd 2015-ben jelent meg az általa kezdeményezett, szerkesztett és részben írott A jog szociálpszichológiája című kötet, amely úttörő jellegű tudományközi szakmai vállalkozás. 
Hunyady György mintegy kétszáz könyvét és tanulmányát magyar és angol nyelven adta közre. Ezen túl szerkesztette a Pszichológiai Tanulmányok akadémiai könyvsorozatot, az Alkalmazott Pszichológia folyóirat alapítója, időszakosan volt a Magyar Pszichológiai Szemle rovatvezetője, szerkesztőbizottságának tagja, majd elnöke is. 

## Családja
Édesanyja H. Balázs Éva történész, egyetemi tanár volt. 1964-ben kötött házasságot Gárdonyi Zsuzsannával (1942-2019), aki a pedagógiai felsőoktatás kiemelkedő személyisége, a Budapesti Tanitóképző Főiskolának is főigazgatója volt. Ikergyermekeik András és Orsolya, unokáik Hunyady Benedek, Eva Hunyady Jost, Simone Hunyady Jost. 

## Díjai, elismerései
- Deák Ferenc-díj (1997, Pro Renovanda Cultura Hungariae)
- Ránki György-díj (1998, Arany János Közalapítvány)
- Kelemen László-díj (1999, Kossuth Lajos Tudományegyetem)
- A Magyar Köztársasági Érdemrend tisztikeresztje (2005)
- Eötvös Gyűrű (2012, Eötvös Loránd Tudományegyetem)
- Életműdíj (2021, Magyar Pszichológiai Társaság)

## Főbb publikációi
- Tanulók történelmi alapfogalmainak vizsgálata (1967)
- Szociálpszichológia (1973), (1984)
- Sztereotípiák a változó közgondolkodásban (1996)
- Történeti bevezetés a szociálpszichológiába (1998)
- Stereotypes during the decline and fall of communism: International Series of Experimental Social Psychology (1998)
- Characterization of Social Categories in Psychological and Societal Context (1998)
- Csoportok percepciója (1999)
- Sztereotípiakutatás (2001)
- A szociálpszichológia történeti olvasatai; ELTE Eötvös, Bp., 2006
- A társadalmi közérzet hullámverése; Napvilág, Bp., 2010 (20 év után)
- Pedagógusképzés "a magyar bolognai rendszerben". A Nemzeti Bologna Bizottság Pedagógusképzési Albizottságának válogatott dokumentumai, 2003-2010; szerk. Hunyady György; ELTE Eötvös, Bp., 2010
- A jog szociálpszichológiája: a hiányzó láncszem; szerk. Hunyady György, Berkics Mihály; ELTE Eötvös, Bp., 2015
- Jelentörténeti szociálpszichológia; ELTE Eötvös, Bp., 2016
- Rendszerattitűdök a változó közgondolkodásban. (2021)